# 미니버스

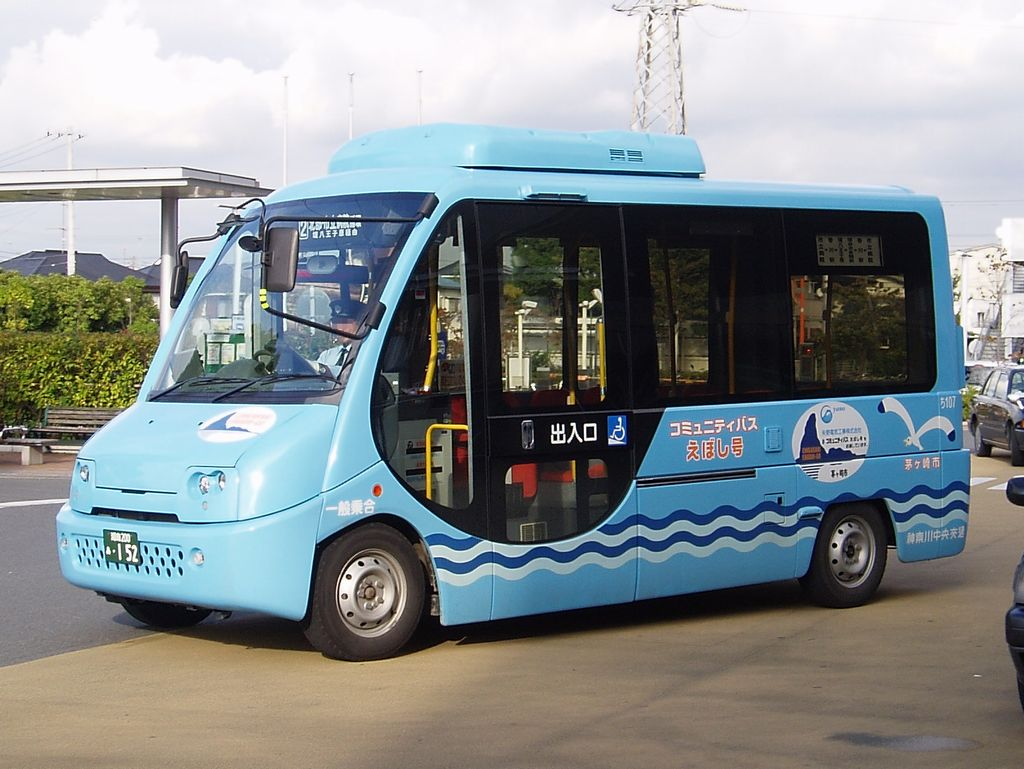
히노 자동차가 생산 중인 저상 미니버스 폰초

미니버스(minibus) 또는 마이크로 버스(microbus)는 소형 및 준중형 버스를 가리키며 승합차보다 크고, 미디버스보다 작다. 차량으로는 가장 유명한 폭스바겐 타입 2, 현대 코러스, 현대 카운티, 자일대우 레스타, 기아 콤비, 토요타 코스터, 미쓰비시후소 로자, 메르세데스-벤츠 스프린터 등이 있다.

## 같이 보기
- 미니밴
- 승합차
- 버스
- 미디버스